# Alexandra Lamy
Alexandra Lamy (Villecresnes, Val-de-Marne, França, 14 d'octubre de 1971) és una actriu francesa.

## Biografia
Alexandra Paulette Mathilde Lamy (Villecresnes, Val-de-Marne, França, 14 d'octubre de 1971) L'any 1990, Alexandra Lamy segueix cursos del conservatori de Nimes, Gard.
Té una germana petita, Audrey Lamy, igualment artista. És cosina de François Lamy.

### Revelació televisiva i comèdies populars (1995-2008)
L'any 1995, Alexandra Lamy aconsegueix el seu primer paper en un anunci de publicitat realitzat per Patrice Leconte. El mateix any, fa una aparició a La Croisière foll'amour. Esdevé famosa gràcies a la sèrie de televisió d'èxit Un gars, une fille, difosa a France 2, que suma 486 episodis d'octubre 1999 a juny 2003, i on és la companya de Jean Dujardin. Interpreten els personatges anomenats com ells, Jean i Alexandra, també anomenada Alex, alias Chouchou (ella) i Loulou (ell), a continuació s'han convertit en una parella tant a la vida real com a l'escena.
Al final de la sèrie, multiplica els projectes.
Passa pels escenaris, i rep una nominació als Molières 2004, en la categoria Revelació teatral femenina, per al seu paper a Théorbe. Fa també aparicions a la shortcom Palizzi, i posa la seva veu a Rose McGowan a Grindhouse.
Al cinema, les seves dues primeres proves no són concloents: l'any 2003, actua en dos films portats per una altra estrella de la televisió, Bruno Solo. Però Rien que du bonheur i Livraison à domicile passen desapercebuts.
L'any 2005, agafa comèdies populars: Le Antidote, de Vincent De Nores, és un fracàs. Com la comèdia romantique Au suivant !, de Jeanne Biras, en la qual té el paper principal, i la sàtira Vive la vie, d'Yves Fajnberg.
Segueix una vena romàntica: On va s'aimer, d'Ivan Calbérac, l'any 2006 ; Cherche fiancé tous frais payés el 2007; i el musical Modern Love, l'any 2008. Els films passen desapercebuts, tot i que aquest últim, escrit i realitzat per Stéphane Kazandjian, coneix un èxit confidencial.

### Pas al registre dramàtic i retorn televisiu (des de 2009)

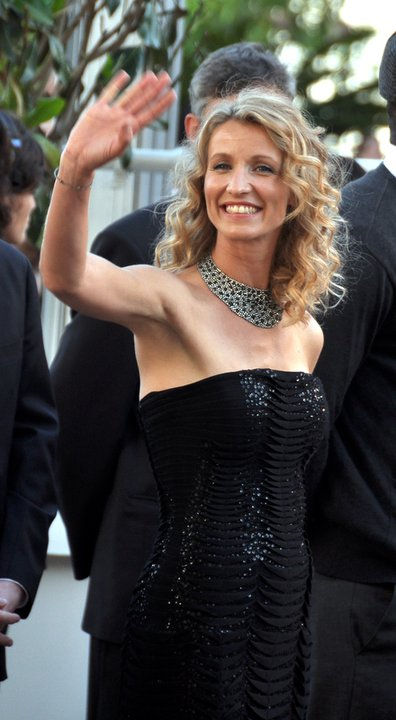
Alexandra Lamy al Festival de Canes 2011.

L'any 2009, ve presentar el film Ricky de François Ozon al 59è Festival de Berlín, en competició per l'Ós d'or. Aquest pas a un registre dramàtic i fantàstic li permet una actuació saludada, però el film no convenç. Aquell mateix any, té un segon paper a la gran producció Lucky Luke, de James Huth, on dona la rèplica a Jean Dujardin. L'any 2010 apareix a la publicitat exposant el joc vídeo Wii Fit Plus.
L'any 2012 marca un nou gir: comparteix el cartell del thriller Possessions, amb Jérémie Renier, Julie Depardieu, i Lucien Jean-Baptiste ; forma part del repartiment reunit pel seu company per en la comèdia negra d'esquetxos Els Infidels, on interpreta la part dramàtica, La Qüestió, d'Emmanuelle Bercot; dirigida per Sandrine Bonnaire al drama J'enrage de son absence, amb William Hurt i Augustin Legrand; i finalment té el primer paper femení de la comèdia L'Oncle Charles, d'Etienne Chatiliez.
Si Les Infidels coneix un bon èxit, els altres films passen desapercebuts. El mateix any, torna a la televisió per realitzar un reportatge sobre la histiocitosi difós a l'emissió Enviat especial, programada el 19 d'abril de 2012 a France 2.
L'any 2014, alterna comèdia - Jamais le premier soir , amb Mélanie Doutey i Julie Ferrier - i drama, amb De toutes nos forces, de Nils Tavernier.
L'any 2015 és marcat per la seva participació en la comèdia Bis, de Dominique Farrugia, on dona la rèplica a les estrelles del gènere, Franck Dubosc i Kad Merad. Però sobretot fa el seu gran retorn a la televisió amb la mini-sèrie Une chance de trop, adaptació de la novel·la de Harlan Coben, que li suposa el premi a la millor interpretació femenina, al Festival de la ficció TV de la Rochelle 2015. Forma part del jurat de la 26e Festival del film britànic de Dinard, presidit per Jean Rochefort.
El director Éric Lavaine la va escollir com a intèrpret principal de les seves dos últims films: Retour chez ma mère l'any 2016, i L'Embarras du choix en 2017.

### Vida privada

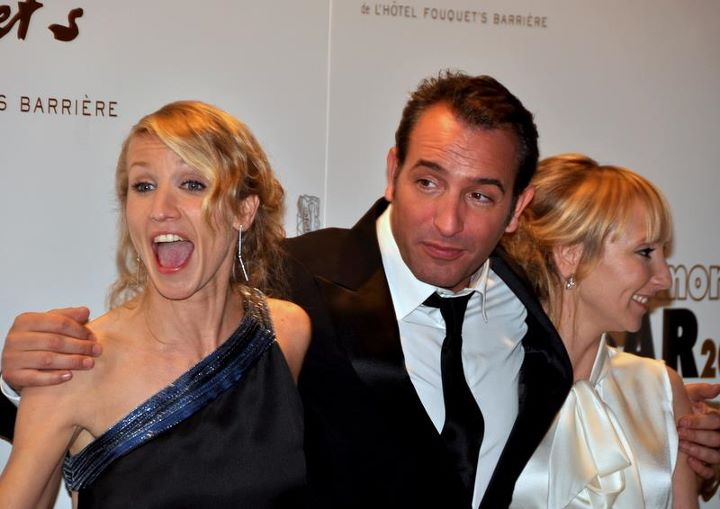
L'actriu als Cèsars 2012, en companyia del seu company llavors Jean Dujardin i de la seva germana Audrey Lamy.

Alexandra Lamy és la germana gran de l'actriu i humorista Audrey Lamy, i la cosina de l'home polític socialista François Lamy.
Alexandra ha estat la companya de l'actor suís, Thomas Jouannet, de 1995 a 2003. Junts, han tingut una filla, Chloé Jouannet (nascuda el 17 d'octubre de 1997), igualment actriu.
L'any 2003, Alexandra és la companya de l'actor Jean Dujardin que va conèixer en el rodatge de la sèrie Un gars, una fille. Es casen el 25 de juliol de 2009 a Andusa. El 12 de novembre de 2013, Jean Dujardin anuncia la seva separació a BFM TV. El seu divorci ha estat acordat el desembre de 2014.
L'octubre de 2013, Alexandra declara que viurà d'ara endavant a Londres, amb la seva filla.

## Filmografia

### Llargmetratges
- 2003: Rien que du bonheur de Denis Parent: Manuela
- 2003: Livraison à domicile de Bruno Delahaye: Denise
- 2005: L'Antidote de Vincent De Brus: Elisabeth Fréoli
- 2005: Brice de Nice de James Huth: Alice de Nice, l'Ànima bessona de Brice de Nice / Chantal la sirène
- 2005: Au suivant ! de Jeanne Biras: Joséphine Messner
- 2005: Vive la vie d'Yves Fajnberg: Maud
- 2006: On va s'aimer d'Ivan Calbérac: Elodie
- 2007: Cherche fiancé tous frais payés d'Aline Issermann: Alexandra
- 2008: Modern Love de Stéphane Kazandjian: Marianne
- 2009: Ricky de François Ozon: Katie
- 2009: Lucky Luke de James Huth: Belle
- 2012: Les Infidèles sketch La Question d'Emmanuelle Bercot: Lisa
- 2012: Possessions d'Éric Guirado: Gladys Castang
- 2012: L'Oncle Charles d'Etienne Chatiliez: Louise
- 2012: J'enrage de son absence de Sandrine Bonnaire: Mado
- 2014: Jamais le premier soir de Mélissa Drigeard: Julie
- 2014: Amb totes les nostres forces de Nils Tavernier: Claire, La mare de Julien
- 2015: Bis de Dominique Farrugia: Caroline
- 2016: Retour chez ma mère d'Eric Lavaine: Stéphanie
- 2016: Vincent de Christophe Van Rompaey: Nicky[10]
- 2017: L'Embarras du choix d'Eric Lavaine: Juliette
- 2017: 7 jours pas plus d'Hector Cabello Reyes: Jeanne[11]
- 2017: Nos patriotes de Gabriel Le Bomin[12]
- 2017: Par instinct de Nathalie Marchak: Lucie[13]
- 2018: Tout le monde debout de Franck Dubosc: Florence
- 2018: Le Poulain de Mathieu Sapin: Agnès Karadzic
- 2019: Convoi exceptionnel de Bertrand Blier

### Curts
- 1997: Le Siècle porcelaine de Pascal Magontier (docu-fiction)
- 1999: Petit jeu de mort de Christophe Devauchelle
- 2002: Visite guidée de Caroline Roucoux et Hervé Thébault: Anne Gastini
- 2002: À l'abri des regards indiscrets de Ruben Alves i Hugo Gélin: La pin-up
- 2003: Même pas mal de Caroline Roucoux et Hervé Thébault: La jove.

### Televisió
- 1995: Les Garçons de la plage, Episodis 73 à 75: Sandra
- 1995: Le Miracle de l'amour, Episodi 98 José d'Emmanuel Fonlladosa: una noia
- 1996: Croisière Foll'Amour, Episodi 60: Charlotte
- 1996: Les Années fac, Episodi Le Secret: Natacha
- 1997: Un malade en or, (telefilm) de Sylvain Madigan
- 1998: Les Années bleues, Episodi Tony et Roro de Colette Maitre
- 1998: Une femme d'honneur, Episodi 8 Une ombre au tableau de Philippe Monnier: Virginie
- 1999 à 2003: Un gars, une fille, (sèrie) adaptada par Isabelle Camus i Hélène Jacques: Alex « Chouchou »
- 2008: Palizzi, Episodis Insistance sociale dirigit par Jean Dujardin i Molina pas moyen: madame Molina
- 2009: A.D.A.: L'Argent des autres, obra de teatre filmada Dominique Thiel: Cathy
- 2013: Le Débarquement, esquetxos difosos per Canal+
- 2015: Une chance de trop, sèrie de François Velle, adaptació de la novel·la d'Harlan Coben: Alice Lambert
- 2016: Après moi le bonheur, (telefilm) de Nicolas Cuche: Marie-Laure
- 2017: Scènes de ménages: Ça va être leur fête !: La casada

## Teatre

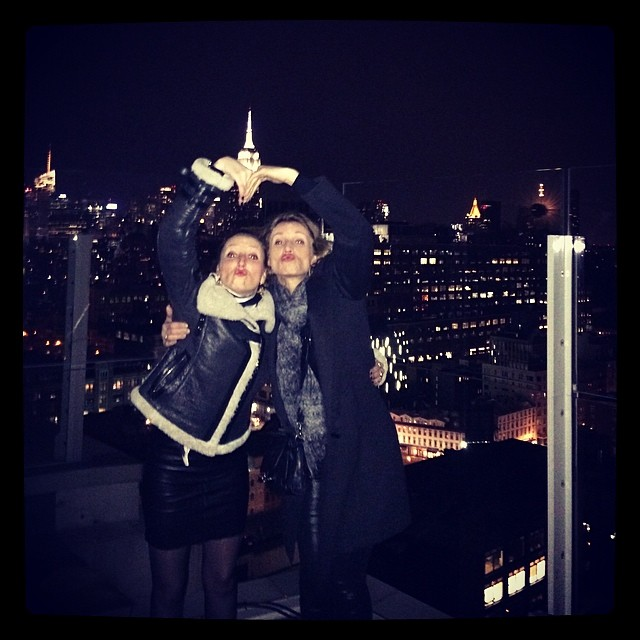
L'actriu l'any 2014 a Nova York en companyia de la seva germana, Audrey Lamy per a La Vénus au Phacochère

- 1994 : La Poule aux œufs d'or d'Alexandre Vial, posada en escena Michel Galabru, gira
- 1995 : Le Portefeuille de Pierre Sauvil i Éric Assous, posada en escena Jean-Luc Moreau, Théâtre Saint-Georges
- 1996 : Ciel ma mère de Clive Exton, posada en escena Jean-Luc Moreau, Théâtre de la Michodière
- 2003 : Théorbe de Christian Siméon, posada en escena Didier Long, Petit Teatre de París
- 2006 : Deux sur la balançoire de William Gibson, posada en escena Bernard Murat, Teatre Édouard VII
- 2009 : Ada: l'argent des autres de Jerry Sterner, posada en escena Daniel Benoin, Teatre nacional de Niça
- 2010 : Le Rattachement de Didier van Cauwelaert, posada en escena Daniel Benoin, Teatre nacional de Niça
- 2011 : L'Amour, la Mort, les Fringues de Delia Ephron i Nora Ephron, posada en escena Danièle Thompson, Théâtre Marigny
- 2012 : Festen la suite de Thomas Vinterberg, posada en escena Daniel Benoin, Teatre Nacional de Niça, Teatre dels Célestins, Teatre del Rond-Point
- 2013 : La Vénus au phacochère de Christian Siméon, posada en escena Christophe Lidon, Teatre de l'Atelier

## Premis
- Festival de l'Alpe d'Huez 2017: Premi d'interpretació femenina per L'Embarras du choix
- Festival de la fiction TV de La Rochelle 2015: Millor interpretació femenina per Une chance de trop